# Sasakia
A Sasakia a rovarok (Insecta) osztályának a lepkék (Lepidoptera) rendjéhez, ezen belül a tarkalepkefélék (Nymphalidae) családjához tartozó Apaturinae alcsalád egyik neme.

## Rendszerezés
A nembe az alábbi 3 faj tartozik:
- Sasakia charonda
- Sasakia funebris
- Sasakia pulcherrima